# Chin Chin (Trinidad y Tobago)
Chin Chin es una localidad de Trinidad y Tobago, que forma parte de la región de Couva-Tabaquite-Talparo.

## Geografía
La localidad abarca parte de la isla Trinidad y limita al norte con Cunupia, al sur con Welcome, al este con Madras Settlement y al oeste con Cunupia, Jerningham Junction y Esmeralda (todas ellas del borough de Chaguanas).

## Demografía
Datos demográficos de la localidad de Chin Chin:
| Gráfica de evolución demográfica de Chin Chin entre 2000 y 2011 |
|                                                                 |